# 東京都慰霊堂
東京都慰霊堂（とうきょうといれいどう）は、東京都墨田区横網の横網町公園内にある慰霊施設。1930年（昭和5年）に関東大震災の身元不明の遺骨を納め、死亡者の霊を祀る震災記念堂（しんさいきねんどう）として創建され、1948年（昭和23年）より東京大空襲の身元不明の遺骨を納め、死亡者の霊を合祀して、1951年（昭和26年）に現在の姿となった。東京都の施設であるが、仏教各宗により祭祀されている。震災と戦災の犠牲者16万3000柱を供養し、また毎年3月10日と9月1日に大法要が営まれる。現在は公益財団法人東京都慰霊協会が管理運営を行っている。

## 沿革と概要

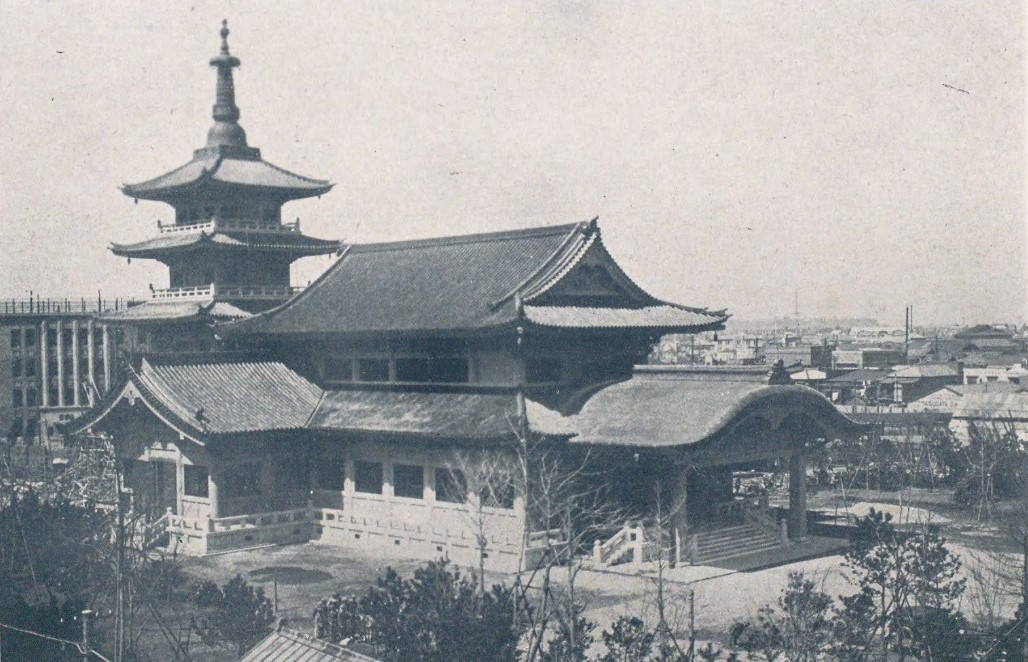
震災記念堂（設計・伊東忠太）

東京都慰霊堂がある横網町公園は、かつて陸軍被服廠が存在した。だが被服廠は1919年（大正8年）に赤羽に移転し、その後は更地になり、被服廠（）跡と呼ばれていた。

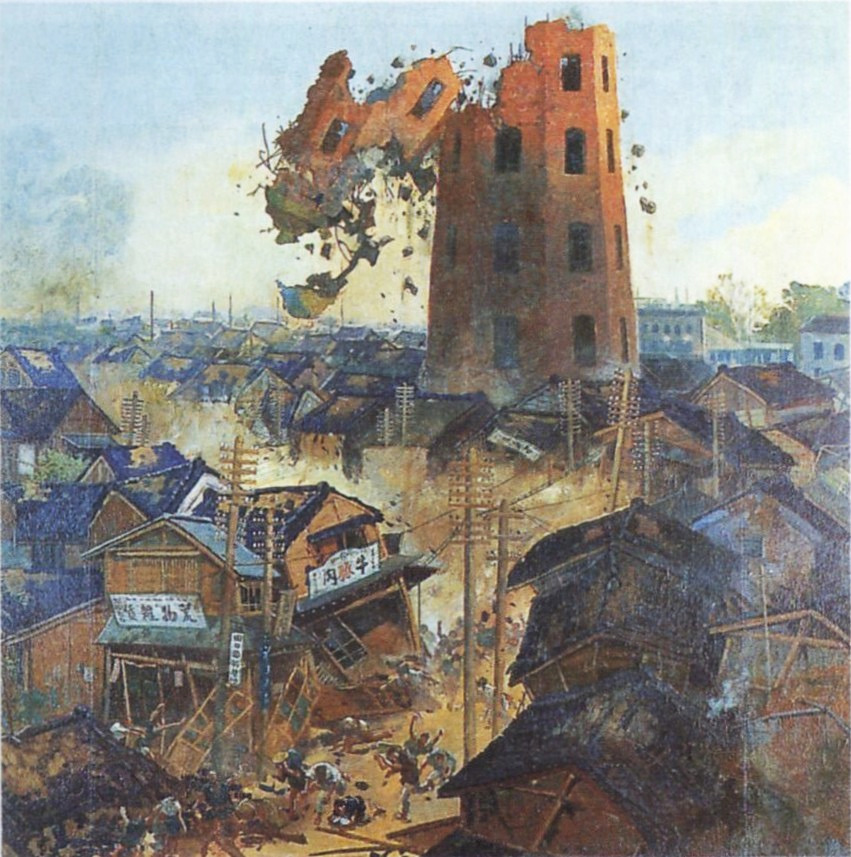
徳永仁臣作品「第一震十二階の倒壊（浅草凌雲閣）」東京都慰霊堂所蔵

1923年（大正12年）9月1日の午前11時58分、関東大震災が発生した。当時、公園予定地として整備されていた当地は周辺の罹災者の避難場所となり、4万人近い群衆が場内に詰めかけた。だが拡大する火災で周辺が取り囲まれた午後4時ごろ、火災旋風が発生した。群衆が持ち込んだ家財道具が燃え上がり、さらに旋風に巻き上げられ、あるいは窒息するなどして、この地だけで（推定）東京市全体の死亡者の半数以上の3万8000人程度が死亡したとされる。
震災後、市内各所で火葬された遺骨を安置するため、1923年10月に仮納骨堂が建設された。その後、死亡者を慰霊し、このような災害が二度と起こらないように祈念するための慰霊堂の建設が計画された。
1924年（大正13年）、永田秀次郎東京市長が、市の外郭団体として財団法人東京震災記念事業協会を設けた。会長に永田市長、顧問に渋沢栄一、後藤新平、阪谷芳郎らを置き、財源は市民からの拠金、皇室からの賜金、内務省や東京市の補助を得た。そして東京震災記念事業協会によって1930年9月1日に「震災記念堂」として竣成し、東京市に寄付された。
その後、第二次世界大戦における1944年（昭和19年）から1945年（昭和20年）にかけて一連の空襲、特に東京大空襲での惨害で、関東大震災を超える7万7000人あまりが死亡したが、震災記念堂は焼け残った。亡くなった戦災者は隅田公園、浅草公園、上野公園、菊川公園、原公園、吾嬬西公園など130か所に仮埋葬されていたが、1948年（昭和23年）から逐次改葬火葬して、納骨堂に収められた。遺骨が収められているのは、軍関係以外の一般都民の殉職者のみである。このうち、住所氏名がわかっている遺骨は一人ひとりの骨壷に納められており、東京都復興記念館に名簿が保管されている。戦災者整葬事業が完了した1951年（昭和26年）9月1日に「東京都慰霊堂」と改称した。
2008年（平成20年）12月に施行された「公益社団法人及び公益財団法人の認定等に関する法律」に基づき、施設の管理運営が東京都から公益財団法人東京都慰霊協会に移行した。

### 建築
当初、東京市は日本風建築の設計を行ったが、結局、設計懸賞（コンペ）が実施された。これにより現代的な意匠の案が一席に選ばれたが、仏教界方面等から異議が呈された。
そのため新たな設計が、伊東忠太を中心とした、佐野利器、塚本靖、佐藤功一の工学博士４名で行われた。1927年（昭和2年）2月着工、1930年9月完成。
200坪の講堂を持つ。講堂には祭壇があり、正面向かって右側に関東大震災、左側に都内戦災死亡者の霊をそれぞれ合祀した巨大な位牌が2基祀られている。鉄筋コンクリート構造であり、その奥にある供養塔（三重塔）は変則五層塔であり、その基部は納骨堂となっている。堂の総建坪は1,112平方メートル、供養塔の高さは41メートル。
外観は日本旧来の神社仏閣様式であるものの、納骨室のある三重塔は中国やインド風の様式を取り入れ、講堂内部はキリスト教会で見られるバシリカ様式とし、内部に列柱を設けて中央の広い身廊と左右の側廊との空間を分けている。内部の壁や天井にはアラベスク的紋様も採用し、全体として多くの宗教的要素を取り入れた折衷的構成となっている。
鉄筋コンクリート構造により、1945年3月10日の東京大空襲など、戦時中、多くの空襲下でも難を逃れた。
1999年（平成11年）には復興記念館とともに、東京都選定歴史的建造物に指定された。
2013年（平成25年）11月から2016年（平成28年）3月にかけて、耐震補強と外壁等の美装化、銅葺き屋根の全面葺き替えなどのリニューアル工事を実施。

## 境内施設
- 東京都復興記念館
- 幽冥鐘（中華民国仏教団寄贈）
- 関東大震災朝鮮人犠牲者追悼碑
- 東京空襲犠牲者を追悼し平和を祈念する碑
- 震災遭難児童弔魂像
- 日本庭園

## 祭礼
- 3月10日：春季大法要（東京大空襲の日）[1][17]
- 9月1日：秋季大法要（関東大震災の日）[1][17]

## 交通
- JR東日本総武線・都営地下鉄大江戸線「両国駅」から徒歩5分
- 都営地下鉄浅草線「蔵前駅」より徒歩（蔵前橋経由）
- 駐車場：なし

## 画像一覧

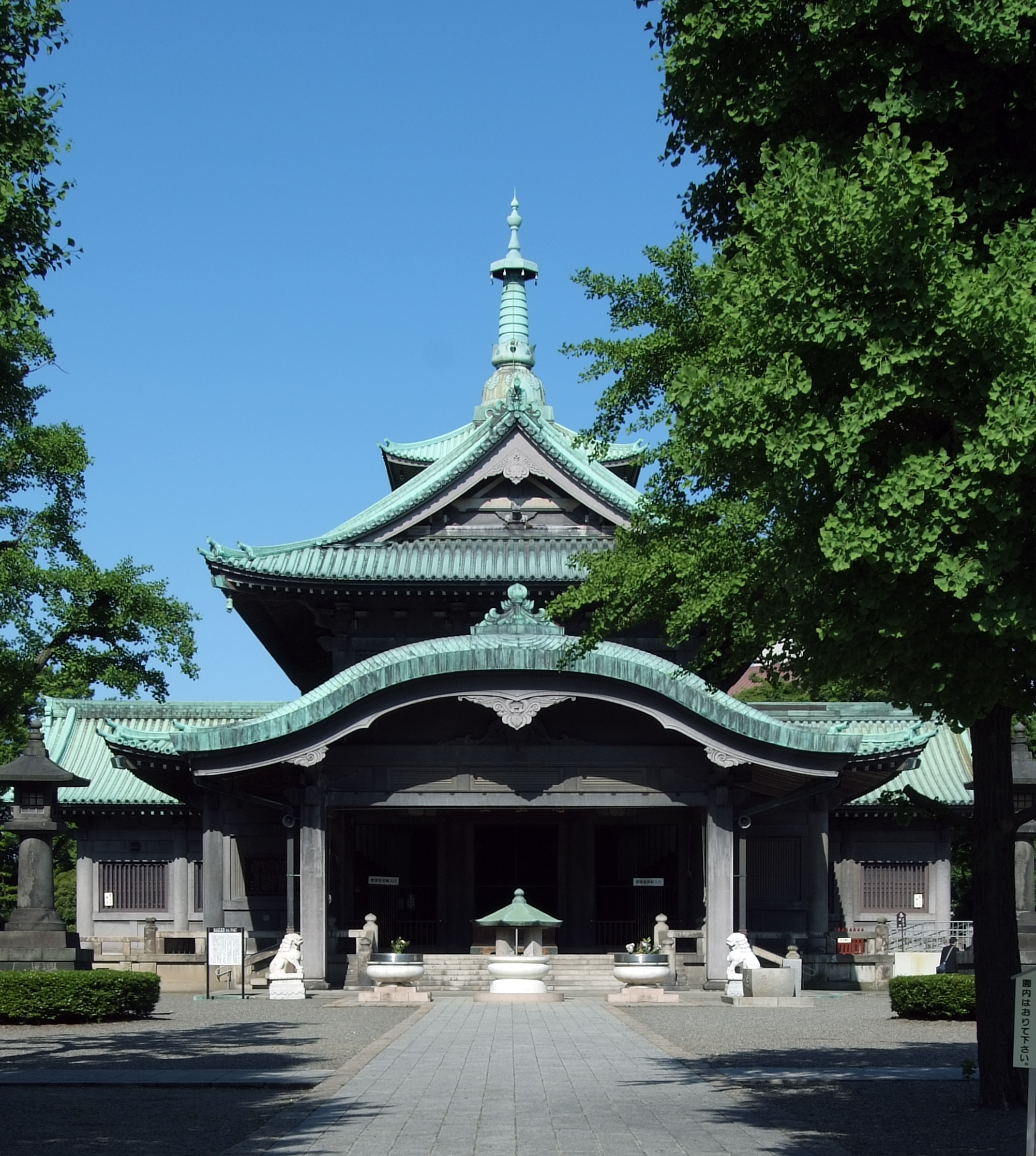
東京都慰霊堂 本堂
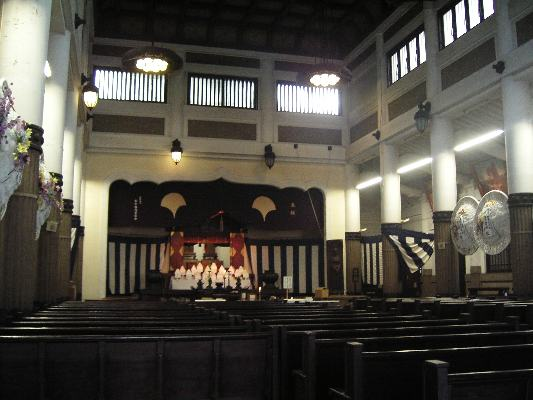
講堂内部
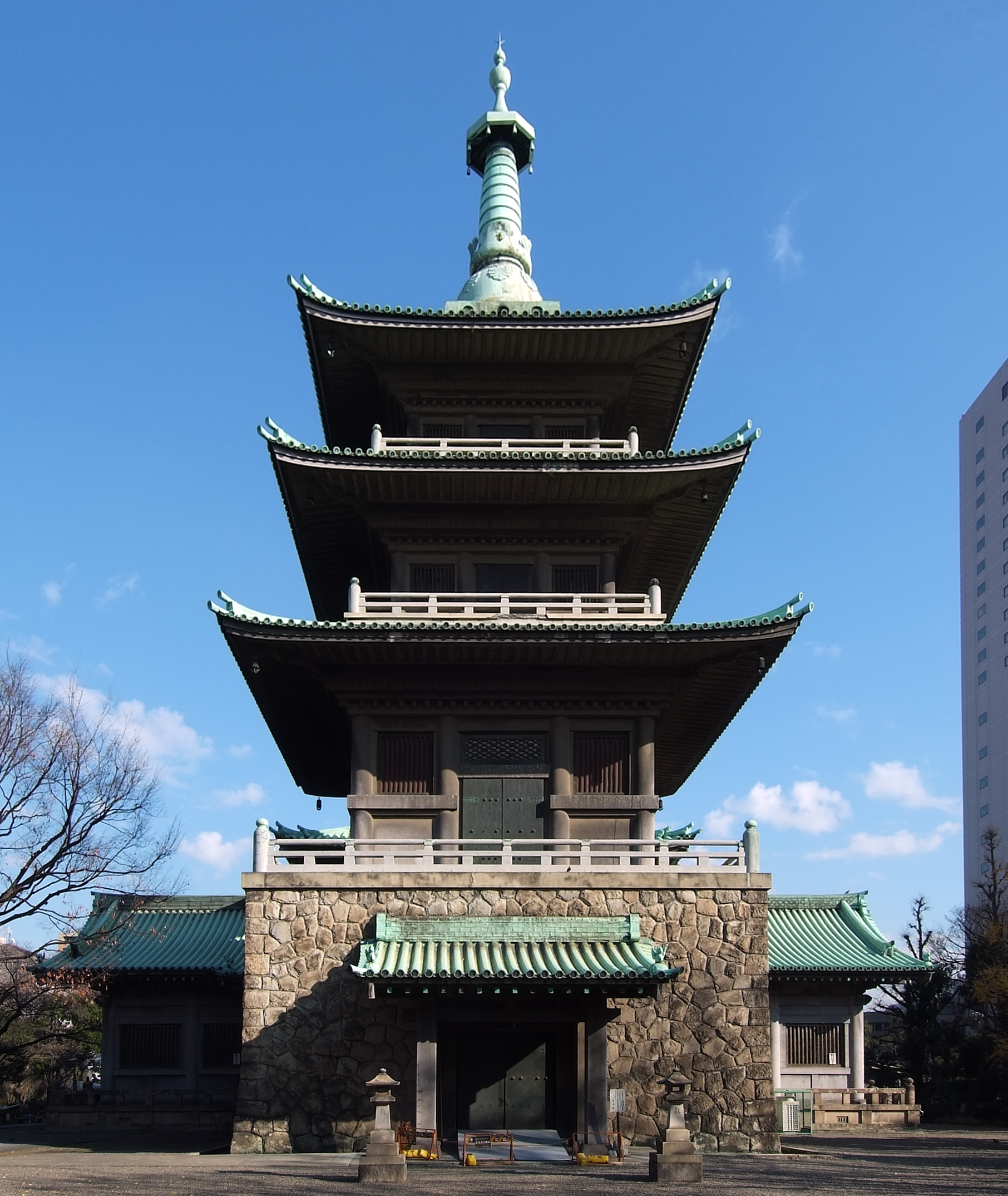
三重塔
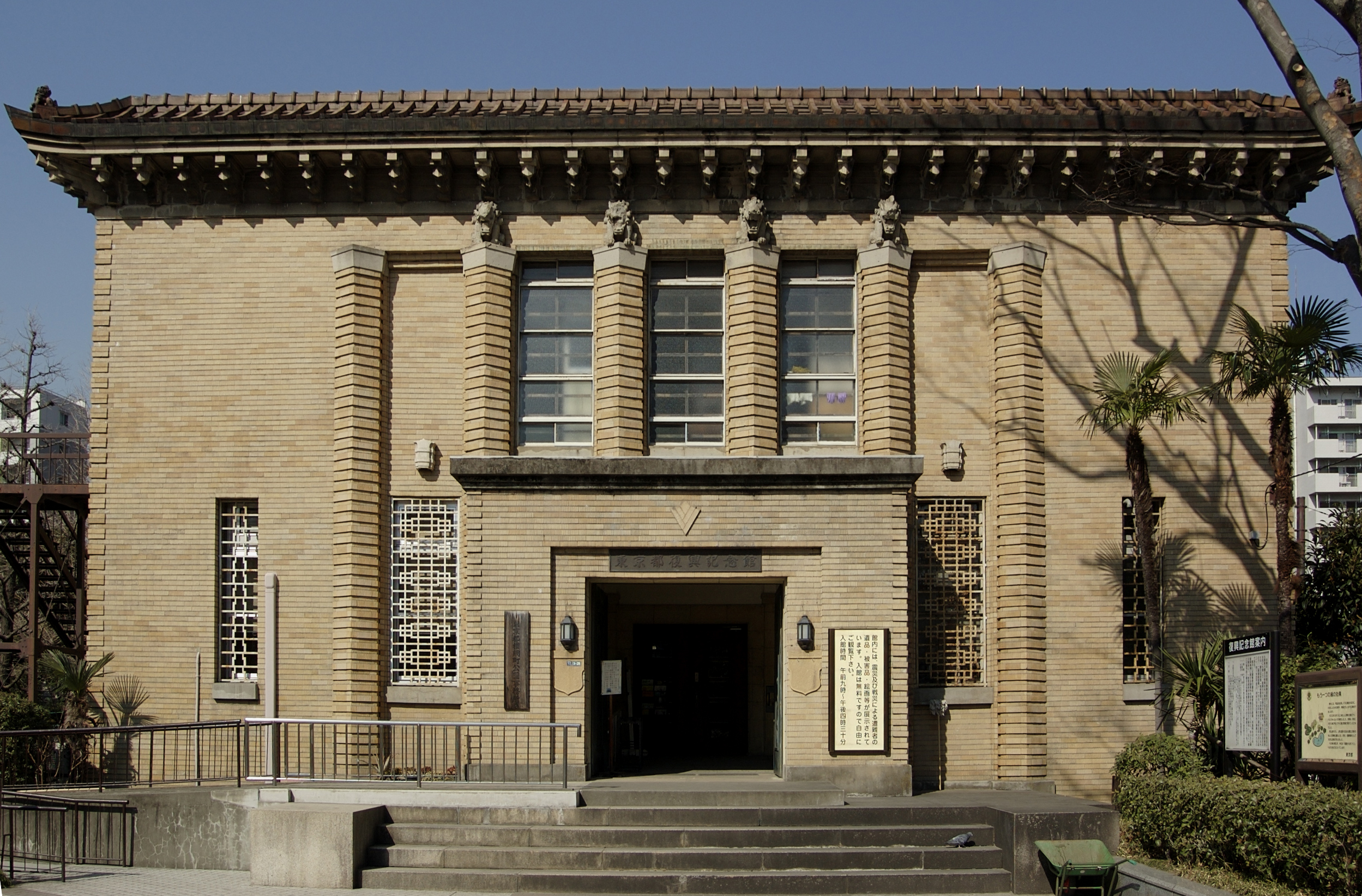
東京都復興記念館